# Gohre
Gohre ist ein Ortsteil der Ortschaft Dahlen der Hansestadt Stendal im Landkreis Stendal in Sachsen-Anhalt, (Deutschland).

## Geographie
Gohre ist ein Rundplatzdorf mit Kirche auf dem Platz, das nach Westen und Süden erweitert wurde. Es liegt etwa 6 Kilometer südwestlich der Kernstadt von Stendal in der Altmark.

## Geschichte

### Mittelalter bis Neuzeit
Im Jahre 1287 wurde ein Henningus de Gore in Tangermünde als Zeuge in einer Urkunde aufgeführt.
Die erste urkundliche Erwähnung des Dorfes Gohre stammt aus dem Jahre 1290 als villa Gore. Die Markgrafen Otto IV. und Konrad vereigneten dem Stendaler Domstift je eine Wispel Roggen und Gerste im Dorf Gore auf Bitten ihres getreuen Bürgers Gerdingi de Stendal. Weitere Nennungen sind 1319 villa ghor und 1345 villa goer. Im Landbuch der Mark Brandenburg von 1375 wird das Dorf als Gor und Gore aufgeführt. Andere Erwähnungen sind 1420 Gore in dem stendelschen lande, 1687 Gohre und 1804 Dorf Gohre mit zwei Gütern, Schmiede, Windmühle und Krug.
Bereits 1345 gab es eine Mühle im Dorf. Die Windmühle stand noch zu Beginn des 20. Jahrhunderts südlich des Dorfes.
Gohre war Stammsitz der Familie von Gohre, deren Nachkommen als Freiherren von Gor später in Bayern ansässig waren. Vor 1474 bis 1748 hatte dann die Familie von Kläden eine Rittersitz, das spätere Rittergut I, inne.
Ursprünglich war das Dorf rund angelegt. Nach einem Großbrand am 9. August 1823 wurde die Anlageform jedoch verändert. Gohre war eine selbstständige Gemeinde und ein Pfarrdorf.
Das Gemeindezentrum der Gemeinde Dahlen befand sich in Gohre.

### Herkunft des Ortsnamens
Der Ortsname wird abgeleitet vom slawischen „gora“ für „Höhe“.

### Eingemeindungen
Ursprünglich gehörte das Dorf Gohre zum Tangermündeschen Kreis der Mark Brandenburg in der Altmark. Zwischen 1807 und 1813 lag es im Stadtkanton Stendal auf dem Territorium des napoleonischen Königreichs Westphalen. Nach weiteren Änderungen gehörte die Gemeinde ab 1816 zum Kreis Stendal, dem späteren Landkreis Stendal.
Am 20. Juli 1950 wurde die bis dahin eigenständige Gemeinde Gohre nach Dahlen eingemeindet.
Dahlen wurde am 1. September 2010 nach Stendal per Gesetz eingemeindet. Seitdem gehört der Ortsteil Gohre zur neu gebildeten Ortschaft Dahlen und zur Stadt Stendal.

### Einwohnerentwicklung
| Jahr | Einwohner |
| ---- | --------- |
| 1734 | 132       |
| 1772 | 080       |
| 1790 | 139       |
| 1798 | 160       |
| 1801 | 188       |
| 1818 | 159       |
| 1840 | 193       |

| Jahr | Einwohner |
| ---- | --------- |
| 1864 | 242       |
| 1871 | 258       |
| 1885 | 222       |
| 1892 | [00]207   |
| 1895 | 228       |
| 1900 | [00]216   |
| 1905 | 207       |

| Jahr | Einwohner |
| ---- | --------- |
| 1910 | [00]207   |
| 1925 | 207       |
| 1939 | 211       |
| 1946 | 389       |
| 2013 | [00]153   |
| 2014 | [00]153   |
| 2018 | [00]152   |

| Jahr | Einwohner |
| ---- | --------- |
| 2019 | [00]152   |
| 2021 | [00]152   |
| 2022 | [00]153   |
| 2023 | [0]157    |

Quelle, wenn nicht angegeben, bis 1946:
Im Jahre 1798 hatte das Dorf 136, das erste Gut 11 und das zweite Gut 13 Einwohner.

## Religion
Die evangelische Kirchengemeinde Gohre, die früher zur Pfarrei Gohre bei Stendal gehörte, wird betreut vom Pfarrbereich Stendal, Süd-West im Kirchenkreis Stendal im Bischofssprengel Magdeburg der Evangelischen Kirche in Mitteldeutschland.
Die ältesten überlieferten Kirchenbucheinträge für Gohre stammen aus dem Jahre 1714.
Die katholischen Christen gehören zur Pfarrei St. Anna in Stendal im Dekanat Stendal im Bistum Magdeburg.

## Kultur und Sehenswürdigkeiten
- Die evangelische Dorfkirche Gohre, ein Feldsteinbau, ist vermutlich in der ersten Hälfte des 12. Jahrhunderts errichtet worden.[24] 1980 ist die Kirche neu ausgemalt und der Kanzelaltar restauriert worden.[10]
- Der Ortsfriedhof ist auf dem Kirchhof.
- In Gohre steht eine Denkmalanlage neben der Kirche. Eine Stele erinnert an die Gefallenen des Krieges von 1870/71. Den Gefallenen des Ersten Weltkriegs wird gedacht mit einer aufgerichtete Granitplatte mit abgestuftem Sockel und davorgestellten eisernen Kreuzen aus Stein.[25]
- Noch im Jahre 1996 wurde von einem alten Backofen in der Straße „Im Gohrer Winkel“ berichtet.[10]

## Sage aus Gohre
Alfred Pohlmann überlieferte 1901 eine Sage in plattdeutscher Mundart über einen Bauern aus Gohre („Guhr“) mit seiner Kuh und dem Teufel, der „woll äm van'n rechten Weg afbräng'n“. Doch der schlaue Bauer schlug dreimal mit einem „Stoahl“ auf seinen Feuerstein und vertrieb so den Teufel.

## Verkehr
Südöstlich von Gohre verläuft die Bundesstraße 189.
Es verkehren Linienbusse und Rufbusse von stendalbus.